# Prolasius wilsoni
Prolasius wilsoni är en myrart som beskrevs av Mcareavey 1947. Prolasius wilsoni ingår i släktet Prolasius och familjen myror. Inga underarter finns listade i Catalogue of Life.